# Юрловский район
Юрловский район — административно-территориальная единица в составе Воронежской и Тамбовской областей, существовавшая в 1935—1959 годах. Центр — село Юрловка.
Юрловский район был образован в составе Воронежской области 18 января 1935 года. В его состав вошли Дубровский, Ивановский, Криушинский, Лебедевский, Мацневский, Машково-Сурёнский, Никольский, Польно-Лапинский, Терский, Туровский и Юрловский сельсоветы Никифоровского района, а также Галицинский, Ланинский и Песчанский с/с Шехманского района.
27 сентября 1937 года Юрловский район был передан в Тамбовскую область.
30 октября 1959 года Юрловский район был упразднён, а его территория разделена между Волчковским, Мичуринским и Никифоровским районами.